# Miss Suíça
Miss Suíça (ou Miss Switzerland em inglês) é um concurso de beleza feminino realizado anualmente no país, que visa eleger a melhor candidata suíça para que esta represente sua cultura no Miss Universo. Também pode ser definido como uma etapa nacional que leva uma candidata ao Miss Universo. O país participa do certame internacional desde 1953 e desde então nunca venceu uma sequer edição. O mais perto que conseguiu foi em 2006 com a belíssima Lauriane Gilliéron.

## Representantes no Miss Universo
Legenda
- Vencedora
- Finalista
- Semifinalista

A vencedora do Miss Schweiz, até 2013, representava o País no Miss Universo: 

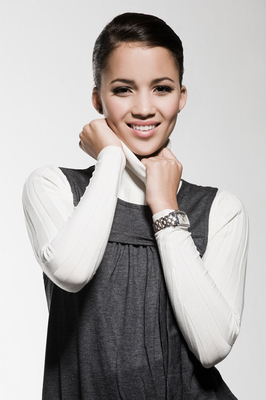
Whitney Toyloy, representante do seu País em 2009.

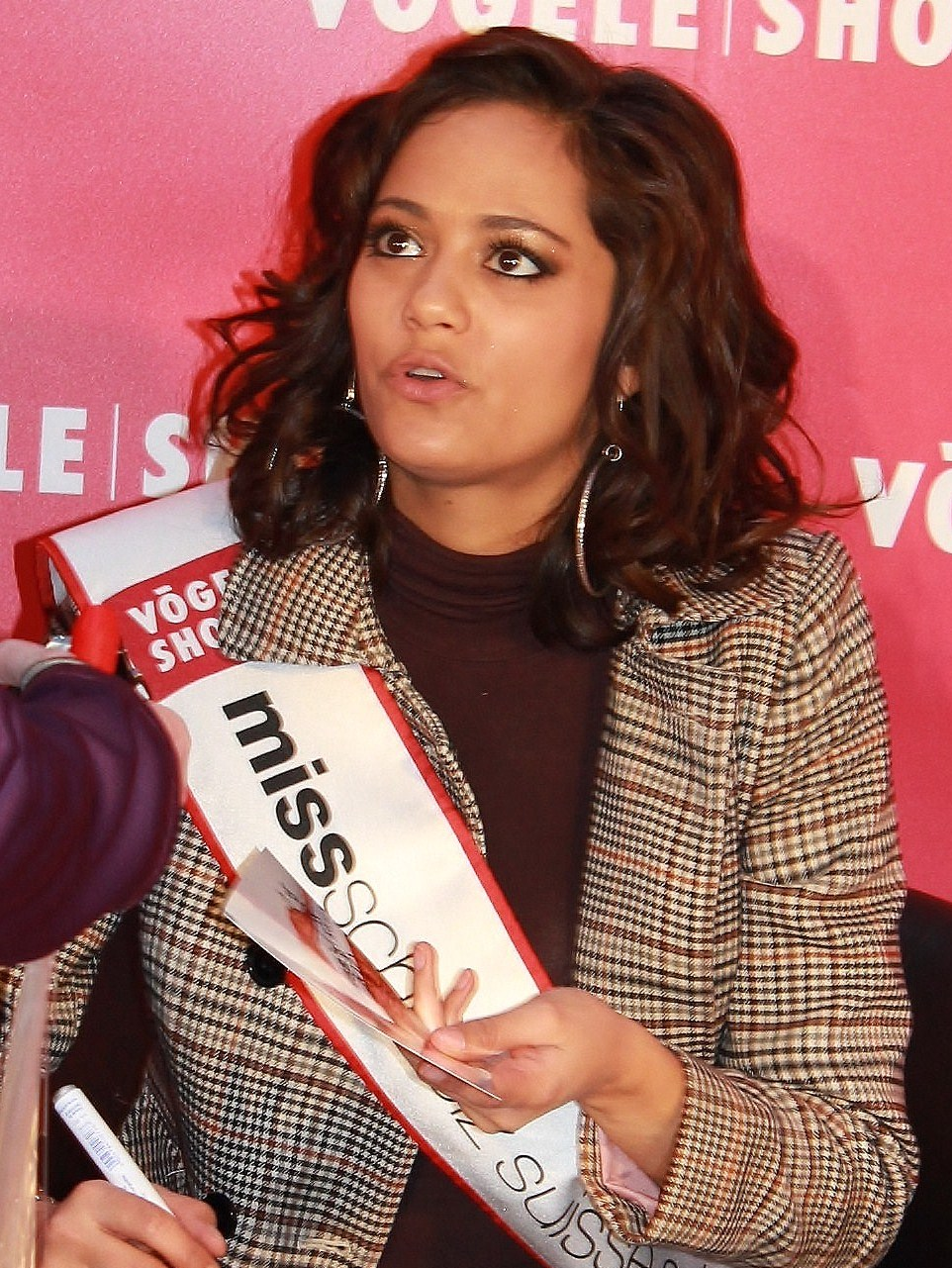
A representa suíça no Miss Universo de 2012, Alina Buchschacher.

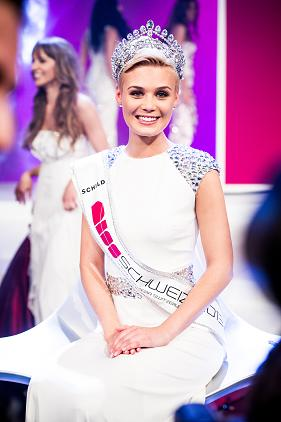
A Miss Suíça Dominique Rinderknecht, eleita em 2013.

| Ano  | Vencedora               | Cantão             | Colocação | Prêmio Especial |
| 1953 | Danielle Oudinet        | Appenzell Exterior |           |                 |
| 1960 | Elaine Maurath          | Tessino            | Top 15    |                 |
| 1961 | Liliane Burnier         | Friburgo           | Top 15    |                 |
| 1962 | Francine Louille        | Tessino            |           |                 |
| 1963 | Diana Tanner            | Grisões            |           |                 |
| 1964 | Sandra Susler           | Valais             |           |                 |
| 1965 | Yvette Revelly          | Glarus             |           |                 |
| 1966 | Hedy Frick              | Schwyz             |           |                 |
| 1967 | Elsbeth Ruegger         | Basileia-Campo     |           |                 |
| 1968 | Jeanette Biffiger       | Neuchâtel          |           |                 |
| 1969 | Patricie Sollner        | Genebra            | Top 15    |                 |
| 1970 | Diane Jane Roth         | Turgóvia           | Top 15    |                 |
| 1971 | Anita Andrini           | Tessino            |           |                 |
| 1972 | Anne Lisse Weber        | Berna              |           |                 |
| 1973 | Barbara Schottli        | Zurique            |           |                 |
| 1974 | Christine Lavanchy      | Genebra            |           |                 |
| 1975 | Beatrice Aschwanden     | Zurique            |           |                 |
| 1976 | Isabel Fischbacher      | Genebra            |           |                 |
| 1977 | Anja Terzi              | Genebra            |           |                 |
| 1978 | Sylvia Vonarx           | Appenzell Interior |           |                 |
| 1979 | Birgit Krahel           | Berna              |           |                 |
| 1980 | Margrit Kilchoer        | Genebra            |           |                 |
| 1981 | Brigitte Voss           | Schaffhausen       |           |                 |
| 1982 | Jeannette Linkenheill   | Nidwald            |           |                 |
| 1983 | Lolita Laure Morena     | Vaud               | 4º. Lugar |                 |
| 1984 | Silvia Anna Affolter    | Obwald             |           |                 |
| 1986 | Eveline Glanzmann       | Uri                | Top 10    |                 |
| 1987 | Renate Walther          | Schaffhausen       |           |                 |
| 1988 | Gabriela Bigler         | Zurique            |           |                 |
| 1989 | Karina Berger           | Zurique            |           |                 |
| 1990 | Catherine Mesot         | Friburgo           |           |                 |
| 1991 | Sandra Aegerter         | Argóvia            |           |                 |
| 1993 | Valerie Bovard          | Vaud               |           |                 |
| 1994 | Patricia Fässler        | Zurique            | Top 10    |                 |
| 1995 | Sarah Briguet           | Valais             |           |                 |
| 1996 | Stephanie Berger        | Zurique            |           |                 |
| 1997 | Melanie Winiger         | Tessino            |           |                 |
| 1998 | Tanja Gutmann           | Soleura            |           |                 |
| 1999 | Sonia Grandjean         | Zurique            |           |                 |
| 2000 | Anita Buri              | Turgóvia           |           |                 |
| 2001 | Mahara McKay            | Argóvia            |           |                 |
| 2002 | Jennifer Ann Gerber     | Aargau             |           |                 |
| 2003 | Nadine Vinzens          | Grisões            |           |                 |
| 2004 | Bianca Sissing          | Lucerna            | Top 15    |                 |
| 2005 | Fiona Hefti             | Zurique            | Top 10    |                 |
| 2006 | Lauriane Gilliéron      | Vaud               | 3º. Lugar |                 |
| 2007 | Christa Rigozzi         | Tessino            |           |                 |
| 2008 | Amanda Ammann           | São Galo           |           |                 |
| 2009 | Whitney Toyloy          | Vaud               | Top 10    |                 |
| 2010 | Linda Faeh              | São Galo           |           |                 |
| 2011 | Kerstin Cook            | Lucerna            |           |                 |
| 2012 | Alina Buchschacher      | Berna              |           |                 |
| 2013 | Dominique Rinderknecht  | Zurique            | Top 16    |                 |
| 2014 | Zoé Metthez             | Neuchâtel          |           |                 |
| 2016 | Dijana Cvijetić         | São Galo           |           |                 |
| 2018 | Jastina Doreen Riederer | Argóvia            |           |                 |

### Observações
1. De 1954 a 1959 e em 1985 o país não participou do concurso por motivos desconhecidos.
2. Em 2014 o Miss Schweiz tomou a decisão de não enviar mais as vitoriosas para o certame internacional. Em 2015 o país não participou.